# Reino de Dinamarca y Noruega
Dinamarca y Noruega (en danés y noruego: Danmark-Norge) es un término que designa la unión real multinacional y multilingüe de los siglos XVI al XIX que consistía en el Reino de Dinamarca, el Reino de Noruega (incluidas las posesiones noruegas de ultramar: las Islas Feroe, Islandia, Groenlandia y otras posesiones), el Ducado de Schleswig y el Ducado de Holstein. El Estado también reivindicaba la soberanía sobre tres pueblos históricos: los frisones, los gotlandeses y los wendos. Dinamarca-Noruega tenía varias colonias, a saber, la Costa de Oro danesa, las Islas Nicobar, Serampore, Tharangambadi y las Indias Occidentales Danesas. La unión también se conocía como el reino danés-noruego (Det dansk-norske rige), los Reinos Gemelos (Tvillingerigerne) o la Monarquía de Oldenburgo (Oldenburg-monarkiet).
Los habitantes del Estado eran principalmente daneses, noruegos y alemanes, pero también había feroeses, islandeses e inuit en las posesiones noruegas de ultramar, una minoría sami en el norte de Noruega y otros pueblos indígenas. Las principales ciudades de Dinamarca-Noruega eran Copenhague, Christiania (Oslo), Altona, Bergen y Trondheim, y los idiomas oficiales principales eran el danés y el alemán, pero también se hablaban localmente noruego, islandés, feroés, sami y groenlandés.

## Historia

### Repercusiones de la disolución de la Unión de Kalmar (1523-1588)
La mancomunidad entre Dinamarca y Noruega tiene sus orígenes en la Unión de Kalmar. Durante la Unión de Kalmar, se sintieron las secuelas de la Peste Negra, lo que llevó al abandono de las granjas en Noruega y al control de la Liga Hanseática del comercio noruego. Funcionarios daneses y alemanes llegaron a ocupar oficinas noruegas. La tierra y los obispados quedaron bajo control extranjero. Esto debilitó las posibilidades de una asertividad noruega. En 1450, la mancomunidad se estableció en un tratado para garantizar la influencia del Consejo Privado de Noruega en las elecciones reales, pero la disposición no tenía un significado real.
La Unión de Kalmar terminó en 1523 cuando Suecia eligió a su propio rey. Después de perder Suecia, Cristián II huyó, y el Consejo Privado danés eligió al duque Federico de Holstein como rey Federico I. Federico se enfrentó a grandes problemas: en parte para mantener unidos los restos del reino común y asegurar la posición del rey en él, y en parte para frenar el poder económico de la Liga Hanseática en el reino. Además, hay problemas de abuso de poder entre los funcionarios públicos. Resultó que Federico I y su sucesor, Cristián III, fueron capaces de resolverlos todos.

### La batalla por Noruega
El primer paso de Federico I fue asegurar su aprobación como rey de Noruega. Por lo tanto, envió dos enviados a Noruega, Henrik Krummedige a Østlandet y Vincens Lunge a Vestlandet. Henrik Krummedige cumplió su tarea lealmente al rey, mientras que Vincens Lunge buscó aprovechar la situación para construir su propia posición de poder junto con el arzobispo Olav Engelbrektsson y los restos del Reichsrat noruego. Para ser aclamado como rey, Federico I aprobó una carta que hiciera de Vincens Lunge y el Reichsrat los verdaderos gobernantes de Noruega. Pero después de la elección real, Federico I pronto se sintió lo suficientemente fuerte como para reemplazar a los jefes noruegos en Akershus y Båhus con funcionarios fieles. Además, Vincens Lunge se vio comprometido y se enfrentó con el arzobispo debido a sus simpatías luteranas. En 1529, Federico I pudo deponerlo sin dificultad como sheriff de Bergenhus.
Federico I necesitaba ingresos y puso sus ojos en las posesiones de la iglesia, que fueron tomadas una por una. Esto llevó a una disputa con el arzobispo, que trató de crear un contragolpe con el depuesto Cristian II, pero cuando Cristian llegó en 1531con un ejército reunido en los Países Bajos, no pudo ganar ni Akerhus ni Båhus, y tuvo que rendirse. El arzobispo y otros clérigos tuvieron que aceptar la posición fortalecida del rey Federico. Cuando Federico I murió en 1533, el arzobispo hizo un último intento de recuperar su posición, pero los señores daneses de los castillos más importantes se unieron detrás de Cristian III. En 1536, el arzobispo Vincens hizo matar a Lunge durante una reunión en Trondhjem y otros señores daneses encarcelados e intentaron capturar Akershus y Bergenhus. Pero Cristian III pronto pudo expulsar al arzobispo de Noruega, y en 1537 toda Noruega era indiscutible bajo el gobierno del rey danés.
La Reforma de 1536 significó que la mayoría de las propiedades monásticas y eclesiásticas quedaron bajo la corona, que se convirtió en el mayor terrateniente del país y obtuvo mayores ingresos y poder. En lugar de una iglesia católica más o menos independiente, una iglesia reformada ahora estaba bajo la supremacía del rey danés. El clero dejó de tener importancia política, y también en relación con los campesinos, el clero se debilitó. En el momento de la Reforma, los antiguos sacerdotes habían continuado su ministerio, pero en las décadas siguientes fueron reemplazados por sacerdotes que fueron educados en Dinamarca.
Lo que quedaba era para el rey la aclaración de la relación con el Consejo Privado. Antes de su elección como rey de Noruega, Cristian III prometió al Consejo Danés que Noruega sería tratada en adelante como un paisaje danés. En realidad, esto no sucedió: Dinamarca tenía una monarquía electiva, por lo que cada nuevo rey, para ser elegido, tenía que hacer promesas más o menos limitantes de acción en un asidero. Esto, por supuesto, debilitó el poder del rey. Noruega, por otro lado, era una monarquía hereditaria, y por lo tanto era en interés del rey mantener a Noruega en un mayor grado de independencia. Esto es para garantizar el derecho a votar al trono danés para los miembros de la familia real. El Consejo Privado de Noruega fue abolido en 1537, pero por lo demás Noruega conservó la mayoría de sus instituciones. Para reemplazar al Reichsrat, se establecieron los "días del señor", que eran reuniones entre los consejeros privados daneses enviados como comisionados reales a Noruega, los nobles noruegos y los primeros ministros. Estos "señoríos" eran en parte la máxima autoridad judicial del reino y en parte el cuerpo legislativo y llevaron a cabo una renovación de la ley noruega por recesos. A partir de 1548, también se introdujeron las reuniones de estados, que se convocaban en ocasiones importantes, especialmente tributos reales. En 1572, se estableció una autoridad central noruega, ya que el señor de Akershus recibió el título de gobernador y una cierta autoridad de control sobre los señores noruegos.
Las antiguas posesiones noruegas de Islandia, Groenlandia y las Islas Feroe quedaron directamente bajo la corona danesa.